# Мониз, Венди
Ве́нди Мо́низ (англ. Wendy Moniz; род. 19 января 1969, Канзас-Сити, Миссури) — американская телевизионная актриса.

## Биография
Венди Мониз родилась в Канзас-Сити, Миссури, в семье португальских эмигрантов. Окончив колледж в Нью-Йорке в 1991 году, в 1995 году она дебютировала в дневной мыльной опере «Направляющий свет», и снималась в ней последующие несколько лет. В 1999 году она покинула шоу чтобы начать карьеру в прайм-тайм и снялась в нескольких недолго просуществовавших сериалах, а в 2000—2001 годах играла постоянную роль в сериале «Детектив Нэш Бриджес».
Венди Мониз наиболее известна по своей роли Луизы Арчер в телесериале «Защитник», где она снималась с 2001 по 2004 год. У неё также были второстепенные роли в сериалах «Мужчины в большом городе» и «Схватка». 
В 2012 году она получила второстепенную роль в телесериале «Парк авеню, 666». 
В начале 2013 года она получила одну из центральных ролей в сериале ABC «Измена». 
В 2016—2017 годах она играла роль Лоры Моретти в сериале Netflix «Карточный домик».

С 1991 по 1996 год Мониз была замужем за Дэвидом Бирснером. 
С 28 октября 2000 года Мониз замужем за актёром Фрэнком Грилло, от которого у неё есть два сына: Лиам Кики Грилло (род. 13.06.2004) и Рио Джозеф Грилло (род. 25.01.2008). 21 февраля 2020 года Мониз и Грилло расстались.

## Фильмография
| Год       |    | Русское название                             | Оригинальное название        | Роль                                 |
| --------- | -- | -------------------------------------------- | ---------------------------- | ------------------------------------ |
| 1995—1999 | с  | Направляющий свет                            | The Guiding Light            | Дина Марлер                          |
| 1999      | тф | Вторники с Морри                             | Tuesdays with Morrie         | Джанин                               |
| 1999      | с  | Партнёры                                     | Partners                     | Мэгги Спивак                         |
| 2000      | с  | —                                            | Battery Park                 | Мария Диченцо                        |
| 2000      | с  | Другие                                       | The Others                   | Ива                                  |
| 2000—2001 | с  | Детектив Нэш Бриджес                         | Nash Bridges                 | инспектор Рейчел Маккейб             |
| 2001—2004 | с  | Защитник                                     | The Guardian                 | Луиза «Лулу» Арчер                   |
| 2005      | с  | Закон и порядок                              | Law & Order                  | Арлин Таррингтон                     |
| 2007      | с  | Мужчины в большом городе                     | Big Shots                    | Стейси Уокер                         |
| 2009—2010 | с  | Схватка                                      | Damages                      | Джилл Бернам                         |
| 2011      | с  | Одна жизнь, чтобы жить                       | One Life to Live             | Кэтлин Финн                          |
| 2012      | с  | Парк авеню, 666                              | 666 Park Avenue              | Ингрид Вайсман                       |
| 2013—2014 | с  | Измена                                       | Betrayal                     | Элейн Макаллистер                    |
| 2015      | ф  | Чужое горе                                   | The Grief of Others          | Рики Райри                           |
| 2015      | с  | Сорвиголова                                  | Daredevil                    | Дженнифер Фишер                      |
| 2016      | с  | Королевство                                  | Kingdom                      | Роксанн                              |
| 2016—2017 | с  | Настоящий гений                              | Pure Genius                  | Джулианна Уоллас                     |
| 2016—2017 | с  | Карточный домик                              | House of Cards               | Лора Моретти                         |
| 2017      | ф  | Водила                                       | Wheelman                     | Джессика                             |
| 2018—2020 | с  | Йеллоустон                                   | Yellowstone                  | губернатор Линнел Перри              |
| 2021      | с  | Закон и порядок: Организованная преступность | Law & Order: Organized Crime | помощник окружного прокурора Фрейзер |